# Quartirolo Lombardo

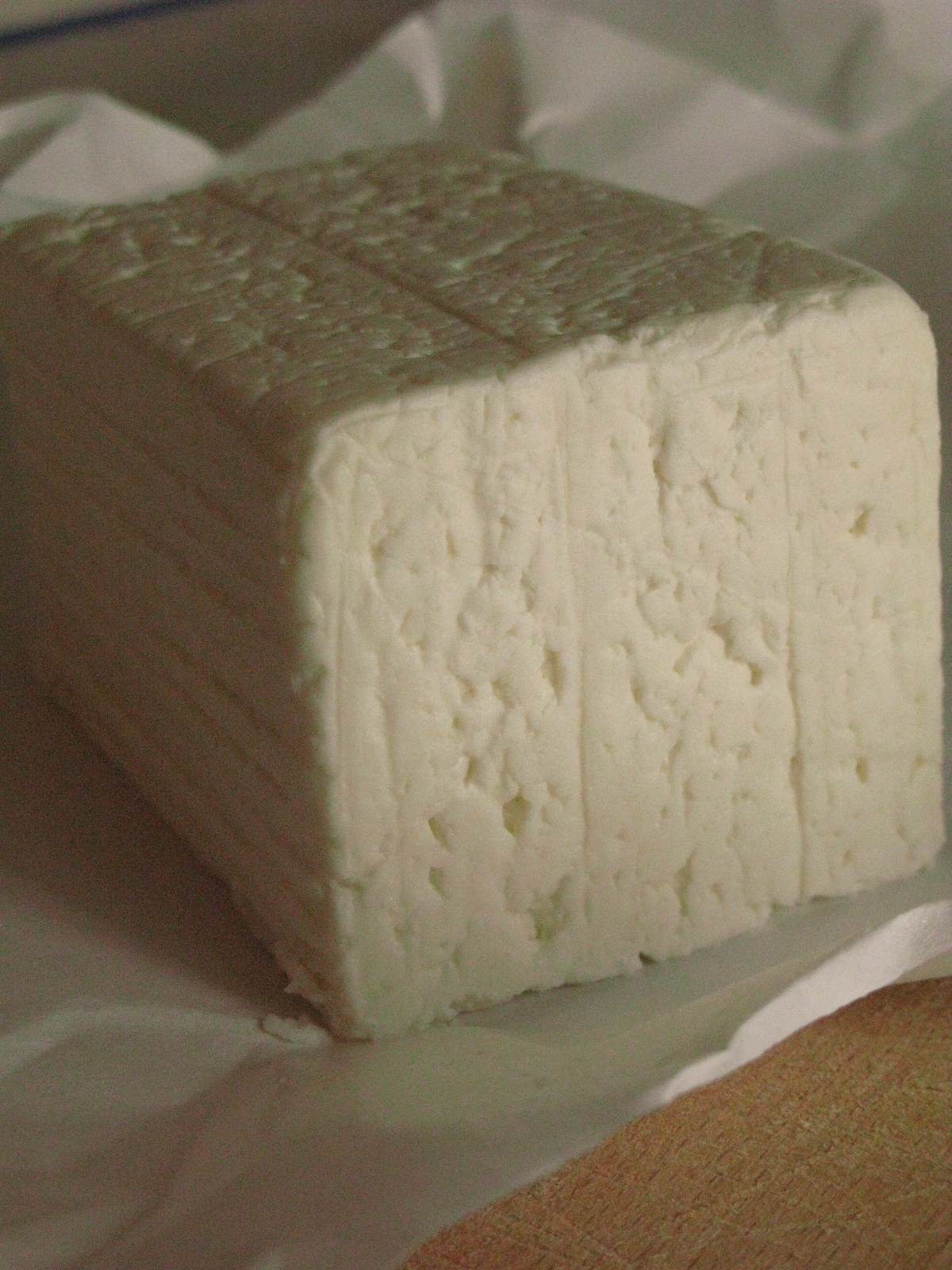
Quartirolo lombardo

Quartirolo Lombardo ist ein italienischer Käse aus Kuhmilch mit geschützter Ursprungsbezeichnung.

## Herkunft
Die Anfänge seiner Produktion gehen auf das 10. Jahrhundert zurück. Der Käse wurde am Ende des Sommers mit der Milch von Kühen hergestellt, die „Erba Quartirola“ („Gras des vierten“) gefressen hatten, also das Gras, das nach der dritten Mahd nachgewachsen war.
Quartirolo Lombardo wird im Verwaltungsgebiet der Provinzen Brescia, Bergamo, Como, Lecco, Cremona, Mailand, Lodi, Monza und Brianza, Pavia und Varese in der Region Lombardai hergestellt. Das Gebiet erstreckt sich zwischen der linksseitig des Po gelegenen Ebene und den Voralpentälern zwischen Bergamo und Lecco.
Das Futter der Kühe besteht aus Getreide, Grün- und Trockenfutter und Silage. Es kann durch Kraftfutter und/oder Proteine ergänzt werden, die Gabe von Mineral- und Vitaminergänzungsmitteln ist erlaubt. Mindestens 50 % der Trockenmasse der Futtermittel pro Jahr stammen aus dem Ursprungsgebiet.
Aufzucht, Melkgänge, Verkäsung und Reifung müssen im abgegrenzten geografischen Gebiet erfolgen.

## Herstellung
Quartirolo Lombardo darf auch aus Rohmilch hergestellt werden, dennoch wird die Milch heute fast ausschließlich pasteurisiert. Die Milch muss aus mindestens zwei Melkgängen hergestellt werden. Aus dem ersten Melkgang wird die Vollmilch verwendet; die Milch aus dem zweiten und den folgenden Melkgängen kann als Vollmilch oder teilentrahmt verwendet werden.
Als Starterkulturen werden Milchsäurebakterien der Arten Streptococcus thermophilus und  Lactobacillus delbrueckii subsp. bulgaricus verwendet. Die Dicklegung erfolgt über 20 bis 25 min bei 35 bis 40 °C mit flüssigem Kälberlab. Die Dickete wird zweimal gebrochen und dann geformt und gepresst. Die anschließende Salzung kann trocken oder nass erfolgen.
Die Reifung erfolgt bei Temperaturen zwischen 2 und 8 °C und einer relativen Luftfeuchtigkeit von 80 bis 95 %. Die Reifezeit beträgt für die Reifestufe fresco zwischen 2 und 30 Tagen; nach einer Reifedauer von mindestens 30 Tagen wird der Käse mit den Reifestufen maturo bzw. stagionato  vermarktet.

## Eigenschaften
Der Laib ist quaderförmig mit flachen Seiten und geradem Sockel. Die Kantenlänge beträgt 18 bis 22 Zentimeter, die Randhöhe 4 bis 8 Zentimeter. Bei beiden Eigenschaften sind leichte, nicht näher spezifizierte Abweichungen nach oben oder nach unten zulässig. Das Gewicht liegt zwischen 1,5 kg und 3,5 kg.
Die Rinde ist dünn und weich, bei Käse Reifungsstufe fresco mit weiß-rosa Farbe, bei gereiftem Käse (maturo bzw. stagionato) mit grau-grüner Farbe.
Der Teig ist homogen, leicht klumpig eventuell mit leichten Ablösungen, krümelig mit zunehmender Reife kompakter, weicher und schmelzender. Die Farbe ist weiß bis strohgelb, das beim gereiften Käse intensiver werden kann.
Der Geschmack ist charakteristisch, leicht säuerlich-aromatisch bei jungem Käse und wird mit zunehmender Reife kräftiger.
Der Fettgehalt in der Trockenmasse darf nicht unter 30 % betragen.

## Kennzeichnung und Handel
Der Käse wird bei Inverkehrbringen mit einem Ursprungszeichen zu versehen, das auf der Deck- oder der Grundfläche anhand einer Schablone aus lebensmittelechtem Kunststoff aufgedruckt wird. Das Zeichen besteht aus einem Logo, das im Inneren die folgenden Buchstaben trägt: oben links den Buchstaben Q, oben rechts den Buchstaben L, unten links den Buchstaben L und unten rechts den Buchstaben Q. In der Mitte ist die Identifikationsnummer der Käserei aufgedruckt.
Jede Packung des Käses  – sowohl bei Verkauf als ganzer Laib als auch von Teilen davon – muss zum Zeitpunkt des Inverkehrbringens mit der Bezeichnung „Quartirolo Lombardo“ versehen sein, eventuell mit den Zusatzbezeichnungen fresco, maturo oder stagionato.
Auf das Logo folgen die Angaben zu der Verordnung zur Registrierung des „Quartirolo Lombardo“.
Der Käse kann in ganzen Laiben oder Teilen davon in Verkehr gebracht werden.